# 臺中市立北勢國民中學
臺中市立北勢國民中學（簡稱北勢國中）是臺灣臺中市沙鹿區的一間市立國民中學。

## 學區
包含北勢里1-17鄰、30鄰、埔子里、三鹿里、南勢里、晉江里1-10鄰、12鄰、13鄰、六路里、福興里3-16鄰、18鄰以及福興里1、2、17鄰(與沙鹿國中共同學區)。

## 校隊
- 棒球隊